# The Family Business
The Family Business es el tercer álbum recopilatorio de la banda estadounidense Jonas Brothers, lanzado a través de plataformas digitales el 17 de febrero de 2023. El 24 de noviembre de 2023 se lanzó la versión en vinilo para celebrar el Record Store Day
El álbum es un recopilatorio de la carrera de la banda, así como de los proyectos en solitario de Joe Jonas (DNCE) y Nick Jonas.

## Antecedentes
La recopilación se publicó como preparación para el sexto álbum de estudio de Jonas Brothers, The Album. Estuvo disponible en servicios de streaming y en descarga digital una semana antes del lanzamiento de «Wings», el 24 de febrero de 2023.

## Lanzamiento
Tras publicarse en un principio exclusivamente en formato digital, el recopilatorio se editó también en vinilo y CD, el 24 de noviembre, con motivo del Día de las tiendas de discos 2023, y se produjeron 3500 copias en vinilo.

## Crítica
El álbum recibió una calificación de cuatro de cinco estrellas en AllMusic, con Stephen Thomas Erlewine diciendo que el álbum es un «generoso muestrario» que «sirve como una completa retrospectiva» del catálogo de la banda.

## Rendimiento comercial
The Family Business alcanzó el número 112 en la lista Billboard 200 de Estados Unidos. El álbum alcanzó el número 14 en la Official New Zealand Music Chart, y recibió la certificación de oro por la NVPI en los Países Bajos.  También alcanzó el número 84 en la ARIA Albums Chart australiana.

## Lista de Canciones
| The Family Business |                                |          |  |
| N.º                 | Título                         | Duración |  |
| 1.                  | «Sucker»                       | 3:01     |  |
| 2.                  | «Burnin' Up»                   | 2:54     |  |
| 3.                  | «Only Human»                   | 3:03     |  |
| 4.                  | «Year 3000»                    | 3:21     |  |
| 5.                  | «S.O.S.»                       | 2:33     |  |
| 6.                  | «Leave Before You Love Me»     | 2:34     |  |
| 7.                  | «What a Man Gotta Do»          | 3:00     |  |
| 8.                  | «Cool»                         | 2:47     |  |
| 9.                  | «Lovebug»                      | 3:40     |  |
| 10.                 | «When You Look Me in the Eyes» | 4:09     |  |
| 11.                 | «Fly With Me»                  | 3:55     |  |
| 12.                 | «Hold On»                      | 2:44     |  |
| 13.                 | «I Believe»                    | 3:37     |  |
| 14.                 | «Paranoid»                     | 3:38     |  |
| 15.                 | «That's Just the Way We Roll»  | 2:53     |  |
| 16.                 | «Rollercoaster»                | 3:01     |  |
| 17.                 | «A Little Bit Longer»          | 3:24     |  |
| 18.                 | «Cake by the Ocean»            | 3:39     |  |
| 19.                 | «Toothbrush»                   | 3:51     |  |
| 20.                 | «Jealous»                      | 3:42     |  |
| 21.                 | «Close» (con Tove Lo)          | 3:54     |  |
| 22.                 | «Chains»                       | 3:23     |  |
| 23.                 | «Levels»                       | 2:47     |  |
| 75:00               |                                |          |  |

## Charts
| Chart (2023)                       | Peak position |
| ---------------------------------- | ------------- |
| Australia (ARIA)                   | 84            |
| Canadá (Billboard Canadian Albums) | 75            |
| Irlanda (IRMA)                     | 99            |
| Nueva Zelanda (Recorded Music NZ)  | 14            |
| Estados Unidos (Billboard 200)     | 112           |